# Équipe d'Allemagne de l'Est féminine de handball
Dernière mise à jour : 6 avril 2021.
L'équipe d'Allemagne de l'Est féminine de handball représentait la République démocratique allemande lors des compétitions internationales, notamment aux Jeux olympiques et aux championnats du monde. Elle a disputé les championnats du monde en son nom propre après la partition du pays, à partir de 1964 et jusqu'en 1990.
Victorieuse des Championnats du monde 1971, 1975 et 1978, quatre joueuses (Hannelore Burosch (de), Waltraud Kretzschmar, Kristina Richter et Hannelore Zober (de)) figurent parmi les plus titrées de la compétition.

## Palmarès

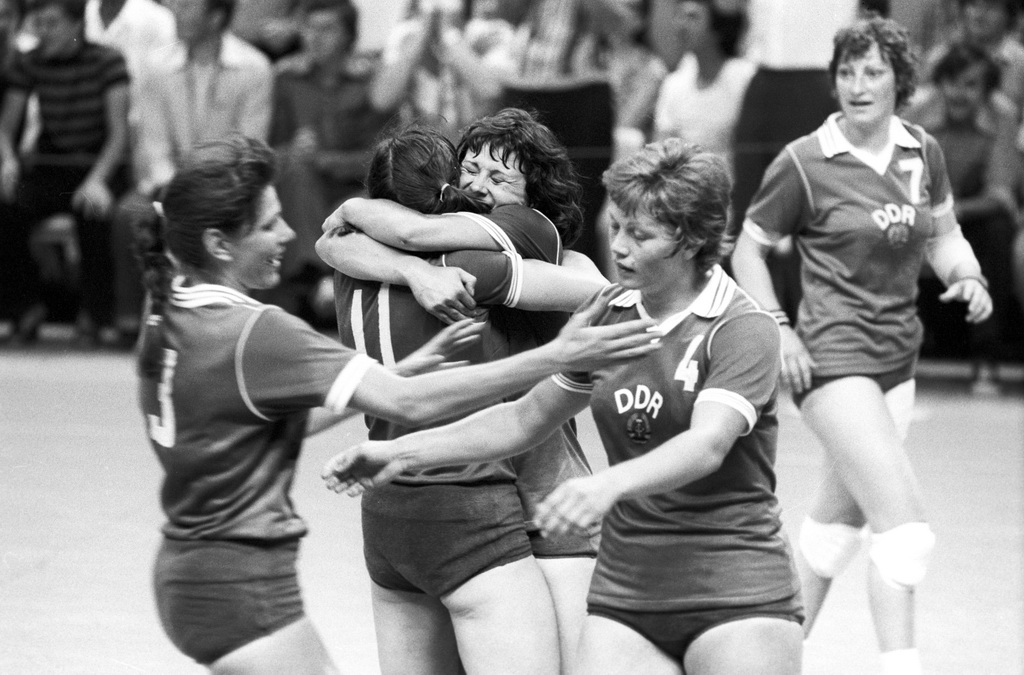
L'équipe aux Jeux olympiques de Moscou.

### Parcours auxJeux olympiques
- 1976 :  2e
- 1980 :  3e
- 1984 : boycott
- 1988 : non qualifiée
- 1992 : qualifiée mais participe avec l'Allemagne unifiée

### Parcours auxchampionnats du monde
- 1965 : non qualifiée
- 1968 : qualifiée mais compétition annulée
- 1971 :  Champion
- 1973 : 9e
- 1975 :  Champion
- 1978 :  Champion
- 1982 : 4e
- B 1983 : Vainqueur
- B 1985 : Vainqueur
- 1986 : 4e
- B 1987 : 5e
- B 1989 : 3e
- 1990 :  3e

## Personnalités liées à la sélection
Les effectifs médaillés en compétitions internationales sont :
| Compétition               | Rang                                | Sélectionneur(s)                | Joueuses |
| ------------------------- | ----------------------------------- | ------------------------------- | --- |
| Championnat du monde 1971 | Médaille d'or, monde                | Hans Becker, Harry Becker       | Hannelore Burosch (de), Edelgard Rothe, Hannelore Zober (de), Bärbel Braun, Petra Kahnt, Bärbel Helbig, Waltraud Kretzschmar, Bärbel Stärke, Maria Winkler, Renate Breuer, Adelheid Dobrunz, Kristina Hochmuth, Barb Heinz, Liane Michaelis, Brigitte Lück                      |
| Championnat du monde 1975 | Médaille d'or, monde                | Peter Kretzschmar, Harry Becker | Hannelore Burosch (de), Eva Paskuy, Hannelore Zober (de), Christine Gehlhoff, Silvia Siefert, Karin Jänicke, Roswitha Krause, Evelyn Matz, Kristina Richter, Marion Tietz, Petra Kahnt, Waltraud Kretzschmar, Beate Kühn, Christina Rost, Christina Lange, Ursula Putzier       |
| Jeux olympiques 1976      | Médaille d'argent, Jeux olympiques  | Peter Kretzschmar               | Hannelore Burosch (de), Gabriele Badorek, Eva Paskuy, Christina Voß, Hannelore Zober (de), Petra Uhlig, Waltraud Kretzschmar, Christina Rost, Roswitha Krause, Evelyn Matz, Kristina Richter, Marion Tietz, Liane Michaelis, Silvia Siefert                                     |
| Championnat du monde 1978 | Médaille d'or, monde                | Peter Kretzschmar, Klaus Franke | Hannelore Zober (de), Hannelore Burosch (de), Renate Rudolph, Evelyn Matz, Roswitha Krause, Kristina Richter, Marion Tietz, Katrin Krüger, Christina Rost, Petra Uhlig, Waltraud Kretzschmar, Eva Langenberg, Claudia Wunderlich, Kornelia Elbe, Birgit Heinecke, Sabine Röther |
| Jeux olympiques 1980      | Médaille de bronze, Jeux olympiques | Peter Kretzschmar               | Hannelore Zober (de), Waltraud Kretzschmar, Christina Rost, Petra Uhlig, Renate Rudolph, Roswitha Krause, Kristina Richter, Marion Tietz, Kornelia Kunisch, Birgit Heinecke, Claudia Wunderlich, Katrin Krüger, Evelyn Hübscher                                                 |
| Championnat du monde 1990 | Médaille de bronze, monde           | Heinz Strauch, Lothar Doering   | Andrea Stolletz, Manuela Kelm, Anett Kuhlke, Gabriele Palme, Kerstin Mühlner, Anja Krüger, Carola Ciszewski, Marika Ahrens, Josefine Grosse, Sabine Quednau, Kathrin Petzold, Karen Heinrich, Kerstin Nindel, Angela Werner, Katrin Mietzner                                    |